# Hôn nhân cùng giới ở Nova Scotia
Hôn nhân cùng giới ở Nova Scotia hợp pháp từ 24 tháng 9, 2004 khi tỉnh này cấp quyền kết hôn cho các cặp đồng tính ngay lập tức sau quyết định từ Tóa án Tối cao Nova Scotia. Nova Scotia trở thành quyền tài phán thứ sáu ở Canada (và thứ chín trên thế giới) mở rộng hôn nhân dân sự cho các cặp đồng tính, sau Hà Lan, Bỉ, Ontario, British Columbia, Québec, Massachusetts, Yukon, và Manitoba.